# 명의 운남 정복
명의 운남 정복은 중국의 소수민족인 둥족에 의해 운남성 남부의 산악지대에서 발생한 반란을 지칭한다. 이는 한족 농부들의 이주로 인하여 조상 대대로 내려오던 토지를 잃어버린 둥족의 불만이 그 원인이었으며, 1381년에서 1382년까지 지속되었다.

## 배경
1300년대 중반에, 장시성에서 일어난 거대한 가뭄으로 인하여 한족 농부들이 어쩔 수 없이 둥족의 거주지로 집단 이주하게 되었다. 이 농부들이 점차 더더욱 많은 토지들을 확보하게 되고, 둥족들을 더더욱 거친 산악 지대로 내몰아갔고, 거주지를 빼앗겨버린 둥족은 굶주림과 기아, 역병 등에 시달렸다. 하지만 당시 명나라의 황제였던 홍무제가 그들의 입장을 고려하지 않고 계속 세금을 걷으려 하자 마침내 둥족의 불만이 폭발했고, 결국 반란을 일으킨 것이다.

## 반란
1378년에 반란을 일으킨 둥족 군대는 리핑현을 포위하고 공격을 감행하였다. 당시 리핑현 내부에 있던 명나라 군사들은 워낙 그 수도 적고 군세도 약하였기 때문에, 리핑현의 관리들은 둥족 대표들을 성 내부로 불러들여 그들과 협상할 것을 제안하였다. 이로 인해 성 내부로 들어간 대표들에는 반란의 지도자인 오면(吳勉)의 아버지도 있었다. 그들이 성 안에 들어가자, 둥족 대표들은 모두 학살당했다. 아버지를 잃은 오면은 복수를 맹세했고, 황제를 세 번이나 활로 쏘아 죽이려 시도하였다. 황제는 10만 명의 대군을 거느리고 오면을 잡아 죽일 것을 명령하였고, 1385년에 잡힐 때까지 약 7년동안 반란을 지속하였다.
홍무제는 1381년에 30만 명의 대군을 거느리고 운남을 침공하였다. 부우덕은 몽골족, 원나라의 무슬림 세력을 공격했고, 남옥, 목영은 명나라에 충성하는 무슬림 군대를 이끌고 원나라의 무슬림 세력을 공격했다. 1382년 1월 6일에 바자르오르미가 자살하면서 명나라는 운남을 정복했다.

## 반란 진압 후
둥족의 설화에 의하면 우면이 7년 동안 명나라 군대를 피해 도망칠 때에 많은 양의 보물을 바위 속에 쌓아 묻어두었다고 한다. 이 바위는 오직 마술로 인해서만 열리고, 허가받지 않은 누군가가 이 보물에 접근하려 하면 마법의 힘으로 인하여 그 바위 속에 영원히 갇혀버린다고 한다.

## 같이 보기
- 명의 나하추 정벌
- 명-투루판 분쟁